# New World Order (wrestling)
New World Order (nWo) – stajnia heelów, powstała w 1996 w organizacji World Championship Wrestling (WCW). Przypisuje się jej znaczące przyczynienie do wzrostu popularności WCW. Należało do niej ponad 50 różnych osób.
W kayfabe nWo zostało założone jako grupa, której zadaniem było zniszczyć organizację World Championship Wrestling (WCW) od środka na polecenie konkurencyjnej organizacji. Z czasem podzieliła się na dwie frakcje: nWo „Hollywood” Hollywood Hogana i nWo „Wolfpack” Kevina Nasha. Istniała też podległa stajni frakcja występująca w New Japan Pro-Wrestling (NJPW), nWo „Japan”. W 2001 organizacja World Wrestling Federation (WWF) wykupiła World Championship Wrestling i sprowadziła nWo do siebie w 2002. W marcu tego samego roku prezes WWF Vince McMahon ogłosił rozwiązanie stajni.

## Gimmick
New World Order (z ang. Nowy Porządek świata) było stajnią heelów. Początkowo WCW chciało, żeby widzowie sądzili, że WWF przeprowadza inwazję na WCW. Z czasem grupa zaczęła mieć znaczący wpływ na wydarzenia w organizacji, w znacznej mierze ją kontrolując. Drużyna charakteryzowała się czarno-białymi strojami, szyderczym podejściem do przeciwników i oszukiwaniem w walkach. Po rozpadzie grupy na frakcje, ta, której przewodził Hollywood Hogan, nosiła nazwę nWo „Hollywood” i nadal gromadziła heelów. Natomiast frakcja Kevina Nasha nazywała się nWo „Wolfpac”, była kreowana na face'ów i charakteryzowała się czarno-czerwonymi strojami.

## Historia

### Koncepcja
Wątek inwazji był inspirowany podobnym wątkiem, który miał miejsce w New Japan Pro-Wrestling. Prezes World Championship Wrestling (WCW), Eric Bischoff, chciał przekonać fanów, że konkurencyjna organizacja WWF przeprowadza inwazję na WCW, chcąc zniszczyć ją od środka.

### World Championship Wrestling
27 maja 1996 Scott Hall, zawodnik WCW znany wówczas do niedawna z występów w WWF pod pseudonimem Razor Ramon, ogłosił, że przeprowadza inwazję na organizację. 10 czerwca w WCW debiutował inny były zawodnik WWF, Kevin Nash, który pobił głównego zarządcę organizacji, Erica Bischoffa, poniżył werbalnie Stinga i Hulka Hogana oraz utworzył tag team The Outsiders ze Scottem Hallem.
7 lipca 1996 na gali Bash at the Beach miał miejsce pojedynek 3 na 3 między zawodnikami wiernymi organizacji, a najeźdźcami. WCW reprezentowali Randy Savage, Lex Luger i Sting, a inwazję Scott Hall, Kevin Nash i zapowiedziana tajemnicza trzecia osoba, która nie pojawiła się w ringu na czas. We wczesnej fazie pojedynku Luger doznał kontuzji i odszedł za kulisy. Później w wejściu na arenę pojawił się Hulk Hogan. Powoli szedł w stronę ringu oklaskiwany przez publiczność. Niespodziewanie Hogan zaatakował Randy'ego Savage’a Leg Dropem. Widownia szybko zmieniła swoje nastawienie, bucząc i rzucając śmieci w stronę ringu. Po walce wygranej przez najeźdźców, Hogan zaczął obrażać zgromadzony tłum i ogłosił, że zakłada z Hallem i Nashem stajnię o nazwie New World Order. Hulk Hogan stał się heelem po raz pierwszy od 15 lat. Przyjął nowy pseudonim ringowy – Hollywood Hogan – i zaczął nosić czarny strój charakterystyczny dla swojej nowej drużyny.
10 sierpnia 1996, na gali Hog Wild, Hollywood Hogan, oszukując, pokonał w walce The Gianta. Uderzył przeciwnika jego pasem mistrzowskim, kiedy sędzia nie patrzył, przypiął go i przejął mistrzostwo WCW World. Następnie namalował sprayem na pasie litery nWo i ogłosił, że od teraz mistrzostwo nazywa się nWo World Championship, choć oficjalnie nazwa tytułu nie została zmieniona. W kolejnych tygodniach do stajni dołączyli Ted DiBiase, który został benefaktorem, Vincient, który został ochroniarzem, i The Giant. Skład stajni stale się zmieniał i powiększał. W pewnym momencie do stajni dołączył także prezes WCW Eric Bischoff.
16 grudnia 1997, w programie WCW Nitro, Mean Gene Okerlund przeprowadzał wywiad z Masahiro Chono i Sonnym Onoo na temat ich sytuacji zawodowej, gdyż byli związani wówczas z New Japan Pro-Wrestling (NJPW). Niespodziewanie Chono ujawnił ukrytą pod swoją kurtką koszulkę nWo i odrzucił NJPW. Po powrocie do Japonii, Chono oficjalnie ogłosił utworzenie grupy nWo „Japan”, która miała funkcjonować w NJPW. Do grupy dołączyli partnerzy Chono z tag teamu Team Wolf, Hiroyoshi Tenzan i Hiro Saito.
W kwietniu 1998 doszło do rozłamu w amerykańskiej stajni nWo z przyczyn poglądowych. Część członków pozostała wierna Hoganowi, tworząc frakcję nWo „Hollywood”, a część poszła za Kevinem Nashem tworząc nWo „Wolfpack” (pl. Wataha Wilków). Obie frakcje rywalizowały ze sobą przez wiele miesięcy.
4 stycznia 1999 lider nWo „Wolfpack” Kevin Nash był mistrzem WCW World i miał się zmierzyć z Goldbergiem w pojedynku, który był kreowany na bardzo ważny, będący wydarzeniem wieńczącym długą i znaczącą rywalizację. Goldberg nie stawił się jednak w ringu na czas, z powodu zatrzymania przez organy porządku publicznego. Zastąpił go Hollywood Hogan. Na samym początku walki Hogan lekko dotknął przeciwnika palcem wskazującym, a wtedy Nash natychmiast upadł na podłogę i pozwolił się przypiąć oraz wygrać pretendentowi do tytułu. Oznaczało to koniec rozłamu w nWo. Incydent spotkał się z przytłaczająco negatywnym odbiorem publiczności. Po tym wydarzeniu konferansjer Tony Schiavone próbował przekonać telewidzów, żeby nie przełączali kanału, nieopatrznie zdradzając przy tym, że Mick Foley właśnie walczy o mistrzostwo konkurencyjnej firmy, WWF. Skutek był jednak odwrotny do zamierzonego i setki tysięcy widzów przełączyło kanał na program WWF. Incydent ten został w mediach związanych z wrestlingiem nazywany Fingerpoke of Doom i przypisuje mu się przyczynienie do dalszego spadku oglądalności, a ostatecznie upadku WCW.
23 marca 2001 WWF wykupiło World Championship Wrestling, swoją główną konkurencję, za 4,2 miliony dolarów. Wątek nWo do tego czasu nie został domknięty.

### World Wrestling Federation
W 2002 Vince McMahon był fabularnym współwłaścicielem WWF. Niezadowolony, że musi dzielić się udziałami z Rikiem Flairem, sprowadził grupę nWo, aby zniszczyli organizację od środka.
25 stycznia 2002 Hulk Hogan podpisał kontrakt z World Wrestling Federation. 18 lutego zaakceptował wyzwanie rzucone mu przez Rocka, który chciał, aby obaj zmierzyli się na gali WrestleMania X-8. Wtedy niespodziewanie ujawniła się stajnia nWo. Grupa zaatakowała The Rocka. Pobity został zaniesiony do ambulansu, który następnie został staranowany przez Hogana pojazdem członowym. 17 marca na gali WrestleMania X-8 Rock pokonał lidera nWo, który po walce podał rękę zwycięzcy, aby mu pogratulować. Pozostali członkowie stajni, Scott Hall i Kevin Nash, uznali to za zdradę, zwrócili się przeciwko przegranemu i zaatakowali go. The Rock uratował Hogana, który od tego momentu był face'em. W marcu 2002 Hogan i Rock rywalizowali drużynowo przeciwko nWo, ale w wyniku WWF Draftu obaj zostali przydzieleni do brandu SmackDown i tym samym oddzieleni od rywali.
3 czerwca do nWo dołączył Shawn Michaels, który został jej liderem. Do grupy dołączył także Booker T, jednak został wyrzucony przez Michaelsa za to, że był popularniejszy od niego. nWo zadeklarowało wsparcie dla Triple H-a i rozpoczęło rywalizację przeciwko Stone Cold Steve'owi Austinowi. 8 lipca 2002 grupa nWo, połączywszy siły z Chrisem Benoit i Eddiem Guerrero wygrała ważny pojedynek 5 na 5, jednak Kevin Nash został w trakcie walki poważnie kontuzjowany.
29 marca 2015 Vince McMahon ogłosił, że nWo zostaje rozwiązane.
W 2015 Hulk Hogan, Scott Hall i Kevin Nash ubrani w koszule nWo interweniowali na gali WrestleMania 31 w walkę Stinga z Triple H-em.

## Odbiór
Grupie nWo przypisuje się przyczynienie do uzyskania na kilka lat przewagi WCW nad WWF w wynikach oglądalności.
WWF próbowało powtórzyć sukces nWo tworząc 13 października 1997 podobną stajnię, D-Generation X, której założycielami byli Shawn Michaels, Triple H, Rick Rude i debiutująca Chyna.
Jednocześnie nWo przypisuje się przyczynienie do upadku WCW. Portal „Online World of Wrestling” napisał na profilu nWo: Niestety scenarzyści WCW nie wiedzieli kiedy przestać i wątek, który pomógł WCW odnieść sukces, w końcu je zabił. Z kolei portal WhatCulture zwrócił uwagę, że WCW nie było konsekwentne w przedstawianiu nWo jako heelów i poświęcało za dużo czasu na ich wątek, co czyniło tę grupę mniej wyjątkową. Skrytykowana została także zbyt duża liczba członków grupy i to, że nWo fabularnie prawie nigdy nie doznało satysfakcjonującej dla widza porażki.

## Członkowie
| Legenda | Legenda         |
| ------- | --------------- |
| Z.      | Zjednoczone nWo |
| H.      | nWo „Hollywood” |
| Wo.     | nWo „Wolfpack”  |
| J.      | nWo „Japan”     |
| WW.     | nWo w WWF       |

| Nazwa              | Zdjęcie | Dodatkowe informacje | Przynależność do frakcji nWo | Przynależność do frakcji nWo | Przynależność do frakcji nWo | Przynależność do frakcji nWo | Przynależność do frakcji nWo |
| Nazwa              | Zdjęcie | Dodatkowe informacje | Z.                           | H.                           | Wo.                          | J.                           | WW.                          |
| ------------------ | ------- | --- | ---------------------------- | ---------------------------- | ---------------------------- | ---------------------------- | ---------------------------- |
| Brian Adams        |         | Dołączył do grupy w 1998. Po rozpadzie grupy stanął po stronie Hollywood Hogana. Występował również w Japonii jako członek nWo „Japan”. | X                            | X                            |                              | X                            |                              |
| Buff Bagwell       |         | Dołączył do grupy w listopadzie 1996. Po rozpadzie stanął po stronie Hollywood Hogana. Występował również w Japonii jako członek nWo „Japan”. | X                            | X                            |                              |                              |                              |
| Eric Bischoff      |         | Początkowo był głównym przeciwnikiem grupy, ale po tym jak zyskała popularność, zastąpił Teda DiBiase jako główny sponsor i rzecznik nWo w 1996. Po rozpadzie grupy stanął po stronie Hollywood Hogana.                                                                                                 | X                            | X                            |                              |                              |                              |
| Booker T           |         | Członek nWo w 2002 w WWF, wyrzucony przez Shawna Michaelsa z powodu zbyt dużej popularności. |                              |                              |                              |                              | X                            |
| Tylene Buck        |         | Dołączyła do nWo w 2000 jako cheerleaderka. Należała do gupy valetów nWo Girls. | X                            |                              |                              |                              |                              |
| Masahiro Chono     |         | Założyciel i lider grupy nWo „Japan”. Wspierał również nWo w Stanach Zjednoczonych, kiedy miał okazję występować w Ameryce. | X                            |                              |                              | X                            |                              |
| Ted DiBiase        |         | Dołączył do grupy w 1996 jako główny sponsor i rzecznik. Odszedł niecały miesiąc później, kiedy zastąpił go Eric Bischoff. | X                            |                              |                              |                              |                              |
| The Disciple       |         | W 1994 grupa nie chciała go przyjąć. W 1998 dołączył do nWo „Hollywood” jako ochroniarz lidera, Hulka Hogana, ale zwrócił się przeciwko Hoganowi po tym jak The Warrior zrobił Disciple'owi pranie mózgu.                                                                                               |                              | X                            |                              |                              |                              |
| Miss Elizabeth     |         | Dołączyła do grupy w 1996 jako menedżerka. Po rozpadzie grupy stanął po stronie Hollywood Hogana. | X                            | X                            |                              |                              |                              |
| David Flair        |         | Członek nWo „Wolfpack”. |                              |                              | X                            |                              |                              |
| Ric Flair          |         | Członek nWo od 2002 w WWF. |                              |                              |                              |                              | X                            |
| The Giant          |         | Do dołączenia do grupy skłonił go jej sponsor Ted DiBiase. Po rozpadzie grupy stanął po stronie Hollywood Hogana. Został wyrzucony z drużyny, kiedy zażądał od lidera szansy na walkę o mistrzostwo. Powrócił jednak do grupy po zjednoczeniu i był jej członkiem w WWF.                                | X                            | X                            |                              |                              | X                            |
| Tatsutoshi Goto    |         | Dołączył do nWo „Japan” w 1997, ale odszedł w 1998 z powodu konfliktu z Masahiro Chono. |                              |                              |                              | X                            |                              |
| Scott Hall         |         | Współzałożyciel tag teamu The Outsiders, będącego prekursorem nWo, i pierwszy zawodnik, który ogłosił powstanie grupy. Po rozpadzie grupy stanął po stronie Hollywood Hogana. Był członkiem nWo również w WWF.                                                                                          | X                            | X                            |                              |                              | X                            |
| Don Harris         |         | Dołączył do nWo w 2000 wraz z bratem jako tag team The Harris Brothers. | X                            |                              |                              |                              |                              |
| Ron Harris         |         | Dołączył do nWo w 2000 wraz z bratem jako tag team The Harris Brothers. | X                            |                              |                              |                              |                              |
| Bret Hart          |         | Choć początkowo deklarował, że zamierza bronić WCW przed nWo, dołączył do frakcji Hollywood Hogana po rozpadzie grupy. |                              | X                            |                              |                              |                              |
| Curt Hennig        |         | Dołączył do nWo w 1997. Po rozpadzie grupy stanął po stronie Hollywood Hogana. | X                            | X                            |                              |                              |                              |
| Horace Hogan       |         | Bratanek Hollywood Hogana. Dołączył do grupy w 1997. Po rozpadzie grupy stanął po stronie wuja. | X                            | X                            |                              |                              |                              |
| Hollywood Hogan    |         | Lider grupy i jej współzałożyciel. Po rozłamie w grupie został liderem frakcji nWo „Hollywood”. | X                            | X                            |                              |                              |                              |
| April Hunter       |         | Dołączyła do nWo w 2000 jako cheerleaderka. Należała do gupy valetów nWo Girls. | X                            |                              |                              |                              |                              |
| Disco Inferno      |         | Członek frakcji nWo „Wolfpack”. |                              |                              | X                            |                              |                              |
| Jeff Jarrett       |         | Dołączył do nWo w 2000. | X                            |                              |                              |                              |                              |
| Mark Johnson       |         | Dołączył do nWo w 2000 jako oficjalny sędzia grupy. | X                            |                              |                              |                              |                              |
| Kim Kanner         |         | Dołączyła do nWo w 2000 jako cheerleaderka. Należała do gupy valetów nWo Girls. | X                            |                              |                              |                              |                              |
| Satoshi Kojima     |         | Dołączył do nWo „Japan” w 1997. |                              |                              |                              | X                            |                              |
| Konnan             |         | Dołączył do nWo w lipcu 1997. Po rozpadzie dołączył do frakcji nWo „Wolfpack”. | X                            |                              | X                            |                              |                              |
| Lex Luger          |         | Początkowo przeciwnik nWo, po rozpadzie organizacji dołączył do frakcji nWo „Wolfpack” i pozostał w nWo również po zjednoczeniu. | X                            |                              | X                            |                              |                              |
| Shawn Michaels     |         | Lider nWo od 2002 w WWF. |                              |                              |                              |                              | X                            |
| Midajah            |         | Dołączyła do nWo w 2000 jako cheerleaderka. Należała do gupy valetów nWo Girls. | X                            |                              |                              |                              |                              |
| The Great Muta     |         | Dołączył do grupy oficjalnie w 1997. |                              |                              |                              | X                            |                              |
| Kevin Nash         |         | Współzałożyciel tag teamu The Outsiders, będącego prekursorem nWo. 4 maja 1998 odłączył się od grupy i utworzył frakcję nWo „Wolfpack”, której został liderem. Był członkiem nWo również w WWF. | X                            |                              | X                            |                              | X                            |
| Scott Norton       |         | Dołączył do grupy w 1996. Po rozpadzie grupy stanął po stronie Hollywood Hogana. Występował też w Japonii z grupą nWo „Japan”. | X                            | X                            |                              | X                            |                              |
| Michiyoshi Ohara   |         | Dołączył do nWo „Japan” w 1997. |                              |                              |                              | X                            |                              |
| Nick Patrick       |         | Oficjalny sędzia nWo. Opuścił grupę, niezadowolony z tego jak Eric Bischoff i nWo kontrolują WCW. Nadal jednak zwykle był przychylny Hollywood Hoganowi w jego walkach. | X                            |                              |                              |                              |                              |
| Pamela Paulshock   |         | Dołączyła do nWo w 2000 jako cheerleaderka. Należała do gupy valetów nWo Girls. | X                            |                              |                              |                              |                              |
| Stevie Ray         |         | Dołączył do frakcji nWo „Hollywood” i pozostał w grupie po jej zjednoczeniu. | X                            | X                            |                              |                              |                              |
| Dusty Rhodes       |         | Dołączył do nWo w 1998. Był menedżerem Kevina Nasha i Scotta Halla. Po rozpadzie grupy stanął po stronie Hollywood Hogana. | X                            | X                            |                              |                              |                              |
| Dennis Rodman      |         | Dołączył do nWo w 1997. Po rozpadzie grupy stanął po stronie Hollywood Hogana. | X                            | X                            |                              |                              |                              |
| Big Bubba Rogers   |         | Dołączył do nWo na krótko w 1997, po czym odszedł z grupy i zaczął z nią rywalizować pod swoim prawdziwym imieniem Ray Traylor. | X                            |                              |                              |                              |                              |
| Rick Rude          |         | Dołączył do nWo w 1997 jako menedżer Curta Henniga. Po rozpadzie grupy stanął po stronie Hollywood Hogana. | X                            | X                            |                              |                              |                              |
| Hiro Saito         |         | Współzałożyciel tag teamu Team Wolf, będącego prekursorem nWo „Japan” w New Japan Pro-Wrestling. |                              |                              |                              | X                            |                              |
| Randy Savage       |         | Początkowo rywalizował z Hollywood Hoganem i jego stajnią. W 1997 usłyszał od prezesa WCW i członka nWo, Erica Bischoffa, że jego dalsza kariera zależy od tego, czy dołączy do grupy. Savage zdecydował się przyłączyć. Nadal rywalizował z Hoganem i po rozpadzie dołączył do frakcji nWo „Wolfpack”. | X                            |                              | X                            |                              |                              |
| Louie Spicolli     |         | Dołączył do nWo w 1997. Zmarł w 1998. | X                            |                              |                              |                              |                              |
| Scott Steiner      |         | Dołączył do grupy w 1998. Po rozpadzie dołączył do frakcji nWo „Hollywood” i został liderem, po tym jak dotychczasowy, Hulk Hogan, ogłosił wycofanie się z wrestlingu. | X                            | X                            |                              |                              |                              |
| Rick Steiner       |         | Został wprowadzony do drużyny przez swojego brata Scotta Steinera w 1999, ale formalnie nigdy nie został pełnoprawnym członkiem. | X                            |                              |                              |                              |                              |
| nWo Sting          |         | Naprawdę nazywał się Jeff Farmer i został sprowadzony w 1996, aby podszywać się pod prawdziwego Stinga. W końcu został zdemaskowany, ale zachował swój gimmick. Po rozpadzie grupy dołączył do frakcji nWo „Hollywood”. Większą popularność zdobył w Japonii, gdzie był członkiem nWo „Japan”           | X                            | X                            |                              | X                            |                              |
| Sting              |         | Z początku walczył przeciwko nWo, jednak po rozpadzie grupy dołączył do frakcji nWo „Wolfpack”. |                              |                              | X                            |                              |                              |
| Syxx               |         | Dołączył do grupy w 1995. Występował również w Japonii jako członek nWo „Japan”. Po doznaniu kontuzji w 1997 został zwolniony z WCW. Był członkiem nWo również w WWF, gdzie występował pod pseudonimem X-pac.                                                                                           | X                            |                              |                              |                              | X                            |
| Hiroyoshi Tenzan   |         | Współzałożyciel tag teamu Team Wolf, będącego prekursorem nWo „Japan” w New Japan Pro-Wrestling. |                              |                              |                              | X                            |                              |
| Big Titan          |         | Dołączył do nWo „Japan” w 1998. |                              |                              |                              | X                            |                              |
| Vincent            |         | Dołączył do grupy w 1995 jako ochroniarz. Po rozpadzie dołączył do frakcji nWo „Hollywood”. | X                            | X                            |                              |                              |                              |
| Michael Wallstreet |         | Dołączył do grupy na krótki czas w 1996. | X                            |                              |                              |                              |                              |
| Torrie Wilson      |         | Dołączyła do nWo w 1999. | X                            |                              |                              |                              |                              |
| Barry Windham      |         | Dołączył do WCW w 1999 i w krótkim czasie przyłączył się do nWo „Hollywood”. Odszedł z grupy i organizacji pod koniec roku. |                              | X                            |                              |                              |                              |